# Rock the Boat
«Rock the Boat» —en español: «Mover el bote»— es una canción realizada por el disc jockey y productor francés Bob Sinclar con la colaboración de la cantante colombiana, Dragonfly y los raperos estadounidenses Pitbull y Fatman Scoop, incluida en el álbum de Sinclar, Disco Crash. La compañía discográfica Yellow Productions la publicó el 19 de diciembre de 2011 como descarga digital, a través de iTunes. El sencillo alcanzó el puesto veintidós en la lista de Francia.

## Vídeo musical
El vídeo musical que acompañó a «Rock the Boat», fue estrenado en YouTube el 21 de enero de 2012. Tiene una duración total de tres minutos y ocho segundos. Pitbull no aparece en el vídeo.

## Lista de canciones y formatos
| Descarga digital |                                      |          |  |
| N.º              | Título                               | Duración |  |
| 1.               | «Rock the Boat» (Original Mix)       | 3:54     |  |
| 2.               | «Rock the Boat» (versión para radio) | 3:08     |  |

| Formato CD - «X Energy Italy» |                                              |          |  |
| N.º                           | Título                                       | Duración |  |
| 1.                            | «Rock the Boat» (Original Radio Edit)        | 3:08     |  |
| 2.                            | «Rock the Boat» (Club Original Version)      | 5:06     |  |
| 3.                            | «Rock the Boat» (Martin Solveig Remix)       | 5:42     |  |
| 4.                            | «Rock the Boat» (Bassjackers y Yellow Remix) | 5:36     |  |
| 5.                            | «Rock the Boat» (Ilan Khan Remix)            | 6:19     |  |
| 6.                            | «Rock the Boat» (Cutee B. Remix)             | 5:49     |  |

## Créditos
- Christophe Le Friant - compositor, productor, teclados, arreglista, instrumentación, grabación y mezcla.
- Armando C. Pérez - voz y compositor.
- Andrea Meneses - voz.
- Kinda Hamid Kee - compositora.
- Maurizio Zoffoli - compositor.
- David A. Stewart - compositor.
- Ann Lennox - compositora.
- Isaac Freeman - voz.

[cita requerida]

## Posicionamiento en listas y certificaciones
| Lista (2011–12)                 | Mejor posición |
| ------------------------------- | -------------- |
| Alemania (Media Control AG)     | 45             |
| Australia (ARIA)                | 39             |
| Austria (Ö3 Austria Top 40)     | 51             |
| Bélgica (Flandes) (Ultratop 50) | 15             |
| Bélgica (Valonia) (Ultratop 50) | 15             |
| Canadá (Hot 100)                | 99             |
| España (Top 100 Canciones)      | 21             |
| Francia (SNEP)                  | 22             |
| Hungría (Rádiós Top 40)         | 34             |
| Países Bajos (Dutch Top 40)     | 33             |
| Rumania (Romanian Top 100)      | 45             |
| Suiza (Schweizer Hitparade)     | 20             |

| País   | Organismo certificador | Certificación | Ventas | Ref.   |
| ------ | ---------------------- | ------------- | ------ | ------ |
| Italia | FIMI                   | Oro           | 15 000 | [ 19 ] |